# Thrinaxodon
A Thrinaxodon az emlősszerűek (Synapsida) osztályának a Therapsida rendjébe, ezen belül a Thrinaxodontidae családjába tartozó triász kori kihalt nem.

## Rendszerezése
A nembe az alábbi fajok tartoztak:
- Thrinaxodon liorhinus típusfaj
- Thrinaxodon brasiliensis

## Előfordulása
A Thrinaxodont a korai triász korból ismerjük. Valószínűleg 240 millió évvel ezelőtt élt a Föld azon részén, amelyet ma Dél-Afrika és Antarktisz néven ismerünk, de akkoriban egyetlen-Pangeának nevezett-kontinenst alkotott.

## Megjelenése
A Thrinaxodon hossza 40 centiméter, testtömege körülbelül 1 kilogramm volt. Feje nagyméretű volt, rajta jól fejlett orrlyukak ültek, amelyek az állat kitűnő szaglóérzékéről árulkodnak. A hátsó, alsó állkapocsban helyezkedett el a nagyméretű dobhártya, ami a hallást szolgálta. Az erős rágóizmok, a pofacsontokon helyezkedtek el. Az állatnak metsző-, szem- és zápfogai voltak. Zápfogai nem voltak olyan erősek, mint a mai emlősöké, mivel a felső és az alsó fogsor fogai nem illeszkedtek egymásba, vagyis nem a falat megőrlésére, hanem kitépésére használta őket az állat. Hátgerince merev szerkezetű volt, így megakadályozta, hogy járás közben oldalirányban megtörjön a test vonala. A bordák hossza hátrafelé haladva hirtelen lerövidül, ami arra enged következtetni, hogy az állat a légzést segítő rekeszizommal rendelkezett. A mellső végtagok oldalirányban kifordultak és nem voltak túl erősek. A felkar oldalvást támasztotta meg az állat felsőtestét. A hátsó végtagok erőteljesek és csaknem egyenes vonalúak voltak. A jól fejlett sarokcsont emelőként működött a lábak megemelésekor.

## Életmódja
A Thrinaxodon talajlakó volt. Tápláléka talán rovarok, kisebb hüllők és gerinctelen állatok lehettek.